# 湛江天地壹号足球俱乐部
广东湛江天地壹号足球俱乐部 ，是中国一支已解散足球俱乐部，属于半职业性质，球队2007年8月7日成立于广东省湛江，是2008年中国足球乙级联赛的参赛球队之一。

## 俱乐部简介
俱乐部在2007年由广东天地食品集团旗下的广东天地壹号饮料公司出资300万人民币组建而成，基地设在湛江市潜水学校内，拥用标准训练场以及其他训练设备，目前球队拥有30名U-15、U-17、U-19年龄段球员，这些球员都是从全国各地中挑选出的优秀青年球员。俱乐部是湛江市的首支职业足球俱乐部，2008年曾参加乙级联赛。